# Mistrzostwa Europy w Boksie 1930
III Mistrzostwa Europy w Boksie (mężczyzn) odbyły się w dniach 4–8 czerwca 1930 w Budapeszcie (Węgry). Startowało 64 uczestników z 11 państw, w tym ośmiu reprezentantów Polski. Walczono w 8 kategoriach wagowych.

## Klasyfikacja medalowa
| Klasyfikacja medalowa |                  |   |   |   |       |
| Lp.                   | Państwo          |   |   |   | Razem |
| 1                     | Węgry            | 3 | 2 | 0 | 5     |
| 2                     | Włochy           | 2 | 1 | 3 | 6     |
| 3                     | Dania            | 2 | 0 | 0 | 2     |
| 4                     | Rzesza Niemiecka | 1 | 1 | 1 | 3     |
| 5                     | Polska           | 0 | 2 | 0 | 2     |
| 6                     | Rumunia          | 0 | 1 | 1 | 2     |
| 6                     | Szwecja          | 0 | 1 | 1 | 2     |
| 8                     | Finlandia        | 0 | 0 | 1 | 1     |
| 8                     | Norwegia         | 0 | 0 | 1 | 1     |

## Medaliści
| Kategoria:      | 1. miejsce                         | 2. miejsce                         | 3. miejsce                        |
| Waga musza      | István Énekes · Węgry              | Mieczysław Forlański · Polska      | Carlo Trombetta · Włochy          |
| Waga kogucia    | János Széles · Węgry               | Marin Plaesu · Rumunia             | Edelweiss Rodriguez · Włochy      |
| Waga piórkowa   | Gyula Szabó · Węgry                | Cesare Saracini · Włochy           | Nicolae Carata · Rumunia          |
| Waga lekka      | Mario Bianchini · Włochy           | Sándor Szobolevszky · Węgry        | Hans Held · Rzesza Niemiecka      |
| Waga półśrednia | Jupp Besselmann · Rzesza Niemiecka | Witold Majchrzycki · Polska        | Karl Dehn · Norwegia              |
| Waga średnia    | Clemente Meroni · Włochy           | Lajos Szigeti · Węgry              | John Andersson · Szwecja          |
| Waga półciężka  | Thyge Petersen · Dania             | Albert Leidmann · Rzesza Niemiecka | Mario Lenzi · Włochy              |
| Waga ciężka     | Michael Jacob Michaelsen · Dania   | Bertil Molander · Szwecja          | Heinz Hinzmann · Rzesza Niemiecka |

## Występy Polaków
- Mieczysław Forlański (waga musza) wygrał w półfinale z Carlo Trombettą (Włochy), a w finale przegrał z Istvánem Énekesem (Węgry) zdobywając srebrny medal
- Władysław Stępniak (waga kogucia) przegrał pierwszą walkę w ćwierćfinale z Jánosem Szélesem (Węgry)
- Jan Górny (waga piórkowa) wygrał w ćwierćfinale z Herbertem Fuchsem (Niemcy), przegrał w półfinale z Gyulą Szabó (Węgry), a walkę o brązowy medal z Nicolae Caratą (Rumunia)
- Adam Seweryniak (waga lekka) przegrał pierwszą walkę w ćwierćfinale z Hansem Heldem (Niemcy)
- Witold Majchrzycki (waga półśrednia) wygrał w półfinale z Karlem Dehnem (Norwegia), a w finale przegrał z Juppem Besselmannem (Niemcy) zdobywając srebrny medal
- Józef Wieczorek (waga średnia) przegrał pierwszą walkę w ćwierćfinale z Lajosem Szigetim (Węgry)
- Tomasz Konarzewski (waga półciężka) wygrał w ćwierćfinale z Bélą Kérim (Węgry), przegrał w półfinale z Thyge Petersenem (Dania), a walkę o brązowy medal z Mario Lenzim (Włochy)
- Erwin Stibbe (waga ciężka) przegrał pierwszą walkę w eliminacjach z Wulffem Gurewitschem (Finlandia)